# Kazerun (Verwaltungsbezirk)
Kazerun oder Schahrestan Kazerun (persisch شهرستان کازرون) ist ein Schahrestan in der iranischen Provinz Fars. Er enthält die Stadt Kazerun, welche die Hauptstadt des Verwaltungsbezirks ist. In Sar Maschhad befindet sich ein bedeutendes sasanidisches Felsrelief.

## Demografie
Bei der Volkszählung 2016 betrug die Einwohnerzahl des Schahrestan 266.217. Die Alphabetisierung lag bei 85 Prozent der Bevölkerung. Knapp 56 Prozent der Bevölkerung lebten in urbanen Regionen.
| Zensusjahr | Einwohnerzahl |
| ---------- | ------------- |
| 2011       | 254.704       |
| 2016       | 266.217       |